# Thomas Biagi
Thomas Biagi - erroneamente escrito também como Thomas Biaggi (Bolonha, 7 de maio de 1976) é um piloto italiano de automobilismo. 
Teve uma passagem pela extinta Fórmula 3000, que durou entre 1995 e 1999. Ficou marcado pelo acidente que vitimou o brasileiro Marco Campos, que acertou o seu carro em disputa de posições na última volta do GP da França.
Atualmente, Biagi compete nas 24 Horas de Le Mans.